# Adonxs
Adonxs (pronunciado como: Adonis), pseudónimo de Adam Pavlovčin, (Myjava, Eslováquia; 13 de setembro de 1995), é um cantor, compositor, modelo e dançarino eslovaco, antigo membro da banda alternativa britânica Pace.
Em 2022, lançou o seu primeiro álbum de estúdio a solo intitulado Age of Adonxs, que valeu-lhe numerosos prémios, incluindo Álbum do Ano, Melhor Artista Masculino ou Melhor Novo Artista na Eslováquia. Representou a Chéquia no Festival Eurovisão da Canção de 2025 com a música "Kiss Kiss Goodbye".

## Biografia
Nascido Adam Pavlovčin em Myjava e criado em Senica, na Eslováquia, Adonxs interessou-se pela dança e pelo canto desde muito cedo, inspirado pela sua irmã mais velha. Seguindo os seus passos, juntou-se a um grupo de dança júnior, teve aulas de canto e começou a aprender piano. No entanto, na adolescência, sofreu uma alteração vocal significativa associada à puberdade, que o levou a perder o seu alcance vocal, passando de tenor a basso profondo, o baixo mais grave e como resultado, deixou de cantar.
Aos 15 anos, mudou-se para Bratislava e, aos 16, começou a trabalhar como modelo. Mais tarde, mudou-se para Praga, onde redescobriu a música e iniciou a sua carreira como artista freelancer e um ano depois mudou-se para Londres para prosseguir a sua carreira de cantor.

## Carreira musical
Ainda no liceu, Adonxs formou o grupo musical genre-bending chamado PACE com o seu colega de turma, que atualmente é um compositor de música para cinema, chamado Adrián Čermák. Após se mudarem para Londres, juntaram-se ao duo dois outros músicos, um guitarrista do Mónaco e um baterista da Grécia.
Na sequência das restrições impostas pela pandemia de COVID-19 aos locais de música ao vivo no Reino Unido, Adonxs regressou a Praga para iniciar uma carreira a solo em 2021.
Em 2021, Adonxs ganhou destaque no seu país natal e na Chéquia após de vencer o SuperStar, a sétima temporada da versão conjunta checo-eslovaca do programa Ídolos. 
Em dezembro de 2024, a Televisão Checa anunciou que tinha selecionado internamente Adonxs para representar a Chéquia no Festival Eurovisão da Canção de 2025, em Basileia, na Suíça.

## Discografia

### Álbuns
- 2022 – Age of Adonxs

### Colecções
- 2021 – Adam Pavlovčin SuperStar 2021

### Singles
- 2019 – Hunt Me Down
- 2020 – Fallen
- 2022 – Moving On
- 2022 – Game
- 2022 – Cold Summer
- 2023 – No Common Measure
- 2023 – Overthinker
- 2024 – Sám
- 2024 – Intergalactic Rodeo

### Com a banda Pace
- 2018 – Keeper